# 庄原市立東城中学校
庄原市立東城中学校（しょうばらしりつ とうじょうちゅうがっこう）は、広島県庄原市東城町川東にある公立中学校。略称は東城中。
卒業後の進路先は大半が広島県立東城高等学校へ進学する。

## 沿革
- 1969年（昭和44年） 9月 - 東城町立小中学校統合促進委員会を設置。
- 1971年（昭和46年） 3月 - 東城町総合計画策定に基づき田森、東城、帝釈の3中学校を統合、東城中学校建設を計画。
- 1976年（昭和51年） 4月 - 東城町文教地区建設計画策定。
- 1978年（昭和53年） 2月 - 東城中学校用地を購入取得。
- 1978年（昭和53年） 3月 - 東城中学校設置条例の町議会議決。
- 1978年（昭和53年） 3月 - 敷地造成工事着工。
- 1978年（昭和53年）10月 - 校舎建築工事着工。
- 1980年（昭和55年） 4月 - 東城町立東城中学校開校。
- 1983年（昭和58年） 3月 - 川崎才太郎作詞・久岡昇作曲の校歌制定。
- 2005年（平成17年） 3月 - 市町村合併に伴い庄原市立東城中学校となる。

## 関係者

### 出身者
- 佐藤信介 - 映画監督
- 谷繁元信 - 元プロ野球選手・監督[1]